# Col Amic
Der Col Amic ist ein 828 m hoher Pass im Département Haut-Rhin in den Vogesen. Er liegt etwa 21 Kilometer nordwestlich von Mulhouse und 4 Kilometer entfernt vom Grand Ballon.
Als Passstraße verbindet der Col Amic das Tal der Thur mit dem Ill-Tal. Der 9,6 km lange Anstieg im Westen beginnt in Willer-sur-Thur, der östliche 12 km lange in Soultz-Haut-Rhin.
Im südlichen Teil der Höhenstraße Route des Cretes liegt der Col Amic zwischen deren höchster Stelle unterhalb des Grand Ballon und der ebenfalls höher liegenden Gedenkstätte am Hartmannswillerkopf.